# Saint-Martin-de-Coux
Saint-Martin-de-Coux là một xã trong tỉnh Charente-Maritime trong vùng Nouvelle-Aquitaine, tây nam nước Pháp. Xã Saint-Martin-de-Coux nằm ở khu vực có độ cao trung bình 80 mét trên mực nước biển.